# Pszichogén amnézia
A pszichogén, más néven funkcionális vagy disszociatív amnézia olyan ritka esetekben előforduló retrográd emlékezetzavar, amelynek kialakulása erős stresszhez vagy traumához köthető, agyi struktúrák és egyéb idegi mechanizmusok sérülése nélkül.

## Megjelenési formái
A pszichogén amnéziának alapvetően két típusát különböztethetjük meg:
- Globális forma: A globális pszichogén amnézia a teljes önéletrajzi emlékezet, valamint a szelf és a személyes identitás elvesztésével jár. Gyakran nevezik ezt a formát ’fuga állapotnak’ vagy ’funkcionális retrográd amnéziának’ is.[2]

Az amnézia kezdetétől általában egy úgynevezett poriomániás állapot vagy vándorlási periódus kezdődik, amely akár napokig is eltarthat, mire a beteg a tudatára ébred annak, hogy amnéziás állapotban van. Ezt az időszakot az emlékek későbbi visszatérésével a beteg általában képtelen felidézni.
A pszichogén amnézia ezen típusa a legtöbb esetben néhány órán – néhány napon keresztül tart, a hosszabb ideig tartó globális pszichogén amnézia esetén felébredhet a gyanakvás, hogy a beteg esetleg szimulál.
- Esetspecifikus forma: Ebben az esetben a beteg egy jól körülírható időszak specifikus emlékeire képtelen visszaemlékezni. Különböző körülmények között merülhet fel, például jogsértés elkövetői, illetve áldozatai esetén: erőszakos bűncselekmények elkövetői, áldozatai, szemtanúi, gyermekkori szexuális zaklatás áldozatai esetén. Itt gyakran felmerül a szimuláció kérdése, amelynek feltárására jelenleg nem létezik egységes módszer.[4]

Ide köthető még a PTSD (Posttraumatic stress disorder), azaz a poszttraumatikus stressz szindróma, amely fejsérülés, közlekedési baleset vagy súlyos katasztrófák, illetve erőszakos bűncselekmények áldozatainál alakulhat ki.

### Tünetei
Esetspecifikus amnézia esetén a beteg nem képes felidézni egy súlyos stresszel járó vagy traumatizáló epizódot a múltjából, de egyéb emlékezeti működései sértetlenek.
A globális amnéziában szenvedők komoly bizonytalanságot mutatnak identitásukkal kapcsolatban, teljes önéletrajzi emlékezetük sérül: a kísérletek azt mutatták, hogy a betegek képtelenek felidézni különleges eseményeket az amnézia kezdete előtti időszakból, szemantikus emlékezetük azonban érintetlen: képesek megkülönböztetni egymástól valós, és kitalált városneveket, valamint nem sérült nyelvismeretük, illetve intelligenciahányadosuk sem.
Egyes betegek érzelmi ellaposodásról számoltak be, amelynek vizsgálata során kiderült, hogy bár a pszichogén amnéziában szenvedők éppúgy képesek felismerni az érzelmeket, mint egészséges társaik, testi válaszaik valamiképpen változást mutatnak hozzájuk képest – mint például a bőr vezetőképessége, illetve az arcizmok csökkent aktivitása, amelyek a kutatók szerint az érzelmi ellaposodás okai lehetnek.

## Pszichogén és organikus amnézia
Organikus amnéziáról akkor beszélhetünk, amikor valamilyen agyi, illetve idegrendszeri sérülés következtében emlékezeti zavarok lépnek fel. Kiváltó okai lehetnek: fejre mért ütés – zárt koponyasérülés, agyi fertőzés, stroke, időskori demencia. Az agyi sérülés jól detektálható a mediális vagy elülső temporális és/vagy prefrontális területeken.
Ezzel szemben a pszichogén amnézia esetében az emlékezetzavart erős stressz vagy trauma okozza, bármilyen detektálható agyi sérülés nélkül.
Tüneteiket tekintve is különböznek, az organikus amnézia esetében a beteg személyes identitása alapvetően megmarad, sérülnek szemantikus, illetve procedurális képességei, míg pszichogén amnézia esetében a beteg teljesen vagy részlegesen elveszti önéletrajzi emlékezetét, de szemantikus és végrehajtó funkciói épek maradnak.

## Agyi mechanizmusok

### Az emlékezet és az agy
Az emlékezetnek alapvetően három típusát különböztetjük meg: szenzoros emlékezet, rövidtávú emlékezet, és hosszútávú emlékezet. A szenzoros emlékezet néhány száz milliszekundumig, a rövidtávú emlékezet néhány másodperctől néhány percig, a hosszú távú emlékezet pedig hosszabb ideig tárolja az információkat.
A perifériás idegrendszerből érkező információkat az agy négy lépésben dolgozza fel:
1. Kódolás,
2. Konszolidáció,
3. Tárolás,
4. Előhívás.

A kódolás során a limbikus rendszer felelős az információ akadálymentes áramlásáért és szűréséért. Az adott információ típusa alapján a konszolidáció időtartama drasztikusan változhat. A konszolidált információ nagy része az agykérgi hálózatokban tárolódik, ahol a limbikus rendszer rögzíti az epizodikus-önéletrajzi eseményeket. Az így keletkező epizodikus és szemantikus emlékek az uncinatus kötegen keresztül jutnak el a temporofrontális funkció területére.
Úgy tűnik, az érzelem fontos szerepet játszik az emlékezés folyamatában, olyan agyi struktúrák esetében, mint a cinguláris tekervény, szeptális magvak, és az amygdala, ami elsődlegesen érintett az érzelmi emlékekben. Funkcionális képalkotó eljárások segítségével kimutatták, hogy az egészséges emberek esetében a jobb oldali amygdala, illetve a ventrális prefrontális régiók aktiválódnak, amikor önéletrajzi információkat és eseményeket hívnak elő. Ezen kívül a hippocampus régiói ismeretesen az arcok felismeréséhez kapcsolódnak, valamint a konszolidációban van fontos szerepük.
Egyéb kutatások során az is kiderült, hogy a glükokortikoidok befolyásolhatják az emlékezeti előhívást, ezt patkányok és emberek esetében is kimutatták.

### Pszichogén amnézia vizsgálata agyi képalkotó eljárásokkal
A kutatók pszichogén amnéziában szenvedő betegeket vizsgáltak agyi képalkotó eljárások alkalmazásával, hogy fényt derítsenek a betegség okozta idegi mechanizmusok működésére.
Pozitronemissziós tomográf (PET) segítségével végeztek vizsgálatokat egy pszichogén amnéziában szenvedő beteggel, és 12 kontrollszeméllyel. A vizsgálat során 2 feladatban hasonlították össze az
agyi aktivitásukat: az első kifejezetten arcok explicit retrográd emlékezetét vizsgálta, a másik egy kontrollfeladat volt. A pszichogén amnéziás beteg esetében a feladat megoldása során a mediotemporális területek aktiválódtak, beleértve az
amygdalát is, míg a kontrollszemélyeknél a kétoldali hippocampus. 12 hónappal később, a beteg felépülését követően, amikor ismételten elvégezték ezeket a vizsgálatokat, azt találták, hogy a felépüléssel az aktiváció egyre inkább a hippocampusra tevődött át.
Egyes elméletek szerint súlyos stressz hatására a szervezet mellékvese hormont, úgynevezett glükokortikoidot választ ki, amelynek túltermelődése károsítja a legtöbb glükokortikoidot felhasználó területet, a hippocampust, ami a pszichogén amnézia oka lehet.
A pszichogén amnézia kapcsán végzett kutatásokból kiderült, hogy a betegek nem mutatnak hiányosságot az esemény utáni emlékek felidézésben, és a kódolásban. P.P. nevű híres betegen végzett kísérletek kimutatták továbbá, hogy bár explicit módon képtelen volt felidézni a fényképeken mutatott arcokat, implicit módon mégis reagált azokra. Agyi képalkotó technikák használatával kimutatták továbbá azt is, hogy bár a voxelalapú morfometria nem mutatott szürkeállomány-vesztést, a mágneses rezonanciás spektroszkópia és a mágneses transzfer képalkotás szignifikáns anyagcsere, és strukturális változásokat észlelt a fehérállományban a jobb oldali prefrontális lebenyben.
Mindezekből arra következtettek, hogy a pszichogén amnézia két folyamat kombinációja lehet: az események előhívásának képtelensége a fehérállomány sérülése miatt, illetve egy túlműködő elnyomó mechanizmus, amely az előbbit fokozza.

## Kezelési módok
Az identitásukat vesztett, illetve bizonytalan betegek esetén elkerülhetetlen a klinikai kezelés, amely gyógyszeres kezeléssel jár. Ugyan egységes kezelési sémák nincsenek a betegségre vonatkozóan, az esetleírások azt sugallják, hogy a támogató pszichoterápia, a relaxációs kezelés, a hipnózis, illetve a nyugtató hatású szerek használata elősegíti a betegek felépülését. Ezeket a kezeléseket gyakran kombinálják proszociális oktatással is, amely lényegében újratanítja a betegeket a saját életükre.